# Club Sol de América
Il Sol de America, abbreviazione di Club Sol de America, è una società polisportiva e calcistica di Barrio Obrero, sobborgo di Asunción, in Paraguay.
La prima maglia è completamente di colore blu.

## Storia
La fondazione risale al 22 febbraio 1909. Attualmente milita nella prima divisione del campionato nazionale, dove è ritornata nel 2006, dopo due anni in Seconda Divisione.
In Copa Libertadores vanta 6 apparizioni (al 2008); il miglior piazzamento risale al 1989 quando ha raggiunto i quarti di finale. Nel 2021 ha giocato per la prima volta nella sua storia la finale di Copa Paraguay.

## Palmarès

### Competizioni nazionali
- Campionato paraguaiano: 2

1986, 1991
- División Intermedia: 4

1964, 1978, 2006, 2023
- Torneo Repùblica: 1

1998

### Altri piazzamenti
- Campionato paraguaiano:

Secondo posto: 1912, 1913, 1926, 1935, 1940, 1946, 1952, 1957, 1978, 1979, 1981, 1988
Terzo posto: Clausura 2021
- División Intermedia:

Secondo posto: 1910
- Copa Paraguay:

Finalista: 2021
Semifinalista: 2019

## Rosa
Aggiornata al 30 luglio 2010
| N. |                     | Ruolo | Calciatore             |
| -- | ------------------- | ----- | ---------------------- |
|    | Paraguay (bandiera) | P     | Henry Lapczyk          |
|    | Paraguay (bandiera) | P     | Pedro Aquino           |
|    | Paraguay (bandiera) | P     | Orlando Rojas          |
|    | Paraguay (bandiera) | D     | Diego Arévalos         |
|    | Paraguay (bandiera) | D     | Diego Arrúa            |
|    | Paraguay (bandiera) | D     | Luis Alberto Cabral    |
|    | Paraguay (bandiera) | D     | Jorge Cáceres          |
|    | Paraguay (bandiera) | D     | Adalberto Goiris       |
|    | Paraguay (bandiera) | D     | Richard Matto          |
|    | Paraguay (bandiera) | D     | Ángel Mendoza          |
|    | Paraguay (bandiera) | D     | Luis Moreno            |
|    | Paraguay (bandiera) | D     | Gustavo Noguera        |
|    | Paraguay (bandiera) | D     | Arnaldo Pereira        |
|    | Paraguay (bandiera) | D     | Félix Vargas           |
|    | Paraguay (bandiera) | C     | Luis Acosta            |
|    | Paraguay (bandiera) | C     | Diego Chamorro         |
|    | Italia (bandiera)   | C     | Massimiliano Ammendola |

| N. |                      | Ruolo | Calciatore             |
| -- | -------------------- | ----- | ---------------------- |
|    | Paraguay (bandiera)  | C     | Emilio Garcete         |
|    | Paraguay (bandiera)  | C     | Diego Giménez          |
|    | Paraguay (bandiera)  | C     | Alexander González     |
|    | Brasile (bandiera)   | C     | Inca                   |
|    | Paraguay (bandiera)  | C     | Francisco Ramón López  |
|    | Paraguay (bandiera)  | C     | Leonardo Mareco        |
|    | Paraguay (bandiera)  | C     | Marcos Antonio Pereira |
|    | Argentina (bandiera) | A     | Alfredo Cano           |
|    | Paraguay (bandiera)  | A     | Osvaldo Duarte         |
|    | Paraguay (bandiera)  | A     | Lorenzo Frutos         |
|    | Paraguay (bandiera)  | A     | Arnaldo Gauna          |
|    | Brasile (bandiera)   | A     | Josías                 |
|    | Paraguay (bandiera)  | A     | Sabino Leiva           |
|    | Paraguay (bandiera)  | A     | Christian Ovelar       |
|    | Svizzera (bandiera)  | A     | Daniel Eduardo Raschle |